# 瓦尔德堡 (奥地利)
瓦尔德堡是奥地利上奥地利州弗赖施塔特县的一个市镇。总面积26.6平方公里，总人口1376人，人口密度51.7人/平方公里（2005年）。